# Vathy (Samos)
Die Kleinstadt Vathy (griechisch Βαθύ (n. sg.) auch Ano Vathy ‚Ober Vathy‘ seltener auch Paleo Vathy ‚Alt Vathy‘) im Osten der griechischen Insel Samos zählt zu den ältesten Siedlungen der Insel. Vathy hat 1888 Einwohner, einschließlich der umliegenden ländlichen Siedlungen 3147. Zusammen mit der Stadt Samos bildet Vathy ein nahezu geschlossenes Siedlungsgebiet.

## Lage
Die Ortschaft Vathy liegt im Osten von Samos. Sie ist mit 44,386 km² die zweitgrößte Ortschaft der Gemeinde Samos nach Fläche. Das Gebiet reicht von der Westküste des Golfes von Vathy (Kolpos Vatheos Κόλπος Βαθέος) an den Mykali-Strand (Παραλία Μυκάλη) im Süden und bis zum Kap Praso (Ακρωτήριο Πράσο) im Nordosten. Die Stadt Samos grenzt im Norden an, im Nordwesten Kokkari, im Westen Mytilinii und im Südosten die Ortschaft Paleokastro. Die jüngere Bebauung der Kleinstadt Vathy zieht sich nordwestwärts zum Meer hinunter und grenzt dort an die Besiedlung der Stadt Samos an. Östlich auf der Vlamari-Hochebene liegen die Dörfer Agia Zoni und Kamara. Die Siedlungen Varella und Drosia liegen südlich nahe Paleokastro, Mesokambos ganz im Süden am Mykali-Strand, die Streusiedlungen Koumarionas und Zervou westlich an der Landstraße nach Mytilinii. Der Weiler Kedros liegt an der Nationalstraße 62 nordwestlich in Küstennähe.

## Geschichte
Vermutlich schon Mitte des 16. Jahrhunderts siedelten sich hier Menschen an. Zu Beginn des 17. Jahrhunderts gründeten Flüchtlinge vom Peloponnes auf den Ruinen einer antiken Siedlung im Bereich des heutigen Ortsteils Moraitochori (Μωραϊτοχώρι) den Ort. Aufgrund der Lage auf einem Sattel versteckt zwischen den Bergen Koutsomylos und Varela ca. 80 m über dem größten natürlichen Hafen der Insel war man vor Piratenüberfällen sicher. Osmanische Aufzeichnungen jener Zeit führen die Ortsbezeichnung Ahirlasi. Mitte des 18. Jahrhunderts entwickelte sich Vathy zu einem der größten Dörfer der Insel. Der Name des Stadtteils Chiotika (Χιώτικα) lässt vermuten, dass sich auch Menschen von Chios ansiedelten. Am Meer gab es noch keine Ansiedlung, lediglich die Gegend Gialos (Γιαλός Küste) diente als Hafen. In diesem Bereich begannen Einwohner von Vathy und neu angesiedelte Händler von den Ionischen Inseln große Lagerhäuser zu errichten. Zur Unterscheidung nannten sie den langsam wachsenden Ort Kato Vathy (Κάτω Βαθύ) im Gegensatz zum alten Ort, der Pano Vathy (Πάνω Βαθύ) oder Chorio (Χωριό) genannt wurde.
Bis heute konnte Vathy seinen traditionellen Charakter bewahren. Kleine Straßen, Treppengassen, eng aneinander gebaute Häuser und kleine alte Kirchen prägen noch immer das Ortsbild. Lediglich die Gebäude der Schule (δημοτικό σχολείο) und der Ortsverwaltung (κοινοτικό κατάστημα) passen nicht zum einheitlichen Ortsbild.
Auf der ehemals landwirtschaftlich geprägten Vlamari Hochebene östlich der Stadt war früher der Getreide- und Tabakanbau weit verbreitet. Heute wird lediglich um die Weiler Kamara und Agia Zoni der Anbau von Gemüse, Weintrauben und Oliven betrieben.
Nach dem Anschluss von Samos an Griechenland bildete Vathy von 1918 bis 1997 eine selbstständige Landgemeinde (Κοινότητα Βαθέος Kinótita Vathéos). Die Mehrzahl der zugehörigen Siedlungen entstanden in der zweiten Hälfte des 20. Jahrhunderts. Im Zuge der Gebietsreform 1997 wurden acht Landgemeinden (gr. κοινότητες) und die Stadtgemeinde Samos (Δήμος Σαμίων Dímos Samíon) zur Gemeinde Vathy (Δήμος Βαθέος Dímos Vathéos) fusioniert. Die damals geschaffenen vier Inselgemeinden wurden durch das 2010 beschlossene Kallikratis-Programm zur Gemeinde Samos zusammengelegt, Vathy erhielt den Status eines Stadtbezirks (Δημοτική Κοινότητα). Durch die Auftrennung in zwei Gemeinden 2019 zählt der Ort zur Gemeinde Anatoliki Samos.
Einwohnerentwicklung von Vathy
| Name           | griechischer Name | 1913 | 1920  | 1928 | 1940 | 1951 | 1961 | 1971 | 1981 | 1991 | 2001 | 2011 |
| -------------- | ----------------- | ---- | ----- | ---- | ---- | ---- | ---- | ---- | ---- | ---- | ---- | ---- |
| Vathy          | Βαθύ              | 5258 | 4862  | 5677 | 4939 | 3667 | 3161 | 2491 | 2160 | 2440 | 2025 | 1888 |
| Agia Markella  | Αγία Μαρκέλλα     |      |       |      |      |      |      |      |      | 0007 | 0009 | 0007 |
| Agia Triada    | Αγία Τριάδα       |      |       |      |      |      |      |      |      |      | 0022 | 0046 |
| Agia Zoni      | Αγία Ζώνη         | 0011 | 0014  |      | 0053 | 0066 | 0056 | 0018 | 0036 | 0080 | 0071 | 0128 |
| Ai Thanasis    | Άη Θανάσης        |      |       |      |      |      |      |      |      | 0006 | 0036 | 0021 |
| Varella        | Βαρέλλα           |      |       |      |      |      |      |      | 0007 | 0029 | 0048 | 0106 |
| Drosia         | Δροσιά            |      |       |      |      |      |      |      | 0004 | 0010 | 0029 | 0069 |
| Zervou         | Ζερβού            |      |       |      | -    | 0197 | 0002 | 0003 | 0004 | 0011 | 0048 | 0034 |
| Zoodochos Pigi | Ζωοδόχος Πηγή     | 0011 | 0010  |      | 0009 |      |      |      |      | 0018 | 0011 | 0006 |
| Kamara         | Καμάρα            |      | 0178* |      | 0051 | 0121 | 0103 | 0051 | 0080 | 0115 | 0171 | 0258 |
| Kerdos         | Κέδρος            |      |       |      |      |      |      |      | 0012 | 0031 | 0073 | 0109 |
| Koumarionas    | Κουμαριώνας       |      |       |      |      |      |      |      |      |      | 0048 | 0112 |
| Mesokambos     | Μεσόκαμπος        |      |       |      |      |      |      | 0009 | 0036 | 0021 | 0041 | 0110 |
| Moraitochori   | Μωραϊτοχώρι       |      |       |      |      |      |      |      |      | 0024 | 0024 | 0030 |
| Nikola         | Νικόλα            |      |       |      |      |      |      |      |      | 0004 | 0060 | 0144 |
| Panaitsa       | Παναΐτσα          |      |       |      |      |      |      |      |      | 0008 | 0030 | 0019 |
| Platanos       | Πλάτανος          |      |       |      |      |      |      |      |      | 0077 | 0022 | 0023 |
| Tourkomylonas  | Τουρκομυλωνάς     |      |       |      |      |      |      |      |      | 0010 | 0042 | 0016 |
| Floka          | Φλόκα             |      |       |      |      |      |      |      | 0026 | 0012 | 0065 | 0021 |
| Gesamt         | Gesamt            |      | 5146¹ | 5677 | 5052 | 4051 | 3322 | 2572 | 2365 | 2903 | 2875 | 3147 |

 * 1920 als Vlameri bezeichnet

¹ 1920 einschließlich Kambos 47 Einwohner; Votsos 23 Einwohner; Psili Ammos 12 Einwohner
Östlich von Vathy liegen zwei Klöster
- Das 1695 gegründete Kloster Agia Zoni liegt im gleichnamigen Weiler. Die Fresken der Kirche stammen aus dem 17. Jahrhundert.
- Das Kloster Zoodochos Pigi wurde 1756 gegründet. Durch seine Lage ca. 300 m über dem Meer hat man einen Blick entlang der Ostküste der Insel und auf die nahegelegene türkische Küste.

## Persönlichkeiten
Vathy ist der Geburtsort bedeutender Persönlichkeiten der Geschichte
- Konstantin Lachanas (* 1769–† 19. Dezember 1842 in Chalkida) lieferte als Kapitän während der Griechischen Revolution der Osmanischen Flotte mehrere Seegefechte. In drei Auseinandersetzungen 1821, 1824 und 1826 verteidigte er die Insel erfolgreich. Am 18. April 1821 rief er zum Widerstand auf und hisste zum ersten Mal auf dem kleinen Pigadi Platz (Πηγαδάκι) in Vathy die Fahne der griechischen Freiheitsbewegung. Dort erinnert heute eine Büste an ihn.
- Christodoulos Matakides (* 1799–† 1847 in Syros) war Teilnehmer der Griechischen Revolution und später Repräsentant von Samos in der Nationalversammlung.
- Themistoklis Sofoulis, der spätere Ministerpräsident, war einer der Wegbereiter der Vereinigung mit Griechenland.